# اسحاق بن ابراهیم
اسحاق بن ابراهیم طاهری (درگذشت ۸۵۰ میلادی) برادرزاده طاهر ذوالیمینین بود. در سال ۲۰۶ ه‍.ق/۸۲۱ م، وقتی عبدالله بن طاهر، پسر عموی اسحاق، عازم نبرد با شورشیان شام و مصر شد، تمامی مناصب خویش به را اسحاق بن ابراهیم سپرد.  این سمت ها عبارت بود از ریاست شرطهٔ بغداد، نظارت بر امور دیوان‌ها، مسئول جمع‌آوری خراج سواد عراق و فرماندهی سپاه بود.
وی مورد اعتماد شدید مأمون، معتصم، واثق و متوکل بود و با اقتدار تمام امور را اداره می کرد. به طوری که وقتی مأمون عازم جنگ با بیزانس شد، اداره بغداد را به وی سپرد. در جریان تفتیش عقاید نیز بخشی از مسئولیت اجرا را به وی سپرد.